# Polystachya mcvaughiana
Polystachya mcvaughiana är en orkidéart som beskrevs av Soto Arenas. Polystachya mcvaughiana ingår i släktet Polystachya och familjen orkidéer. Inga underarter finns listade i Catalogue of Life.